# Judyta (Juta)
Judyta (Juta) (ur. po 1289, zm. po 18 marca 1336) – mniszka klasztoru cysterek w Wolinie, ksieni w zakonie w Krumminie, córka Bogusława IV, księcia pomorskiego, szczecińskiego i wołogoskiego oraz Małgorzaty rugijskiej.

## Życie
Księżniczka Juta od wczesnych lat życia była przeznaczona do klasztoru, prawdopodobnie z uwagi na bliżej nieokreśloną ułomność. Judyta została mniszką klasztoru cysterek w Wolinie już w 1299 roku i pozostała w nim przez 67 lat, aż do swojej śmierci. Książę Bogusław IV nadał konwentowi wieś Koniewo, które miało stanowić zaopatrzenie córki. Dokument pochodzi z 25 grudnia 1298.
Dalsze donacje księcia wołogoskiego z 1302 tyczyły ziemi bukowskiej na wyspie Uznam, które miały być początkowymi dobrami nieruchomymi pod przyszły konwent w Krumminie. Judyta tam miała zostać przełożoną, po osiągnięciu 20 roku życia. Pierwsze wzmianki źródłowe z Krummina o jej pobycie pochodzą z 19 lutego 1323. Została w konwencie do końca życia. Zmarłą po 18 marca 1336 pochowano w tamtejszym kościele, nad którym obejmowała patronat.

## Genealogia
| Barnim I Dobry ur. zap. ok. 1210 zm. 13 lub 14 XI 1278 | Barnim I Dobry ur. zap. ok. 1210 zm. 13 lub 14 XI 1278 |                                                 |                                                 | Małgorzata meklemburska ur. zap. 1232 zm. przed 25 V 1261 | Małgorzata meklemburska ur. zap. 1232 zm. przed 25 V 1261 |  |  | Wisław II ur. ok. 1240 zm. 29 XII 1302 | Wisław II ur. ok. 1240 zm. 29 XII 1302 |                                                                     |                                                                     | Agnieszka brunszwicka ur. ? zm. po 1302 | Agnieszka brunszwicka ur. ? zm. po 1302 |
|                                                        |                                                        |                                                 |                                                 |                                                           |                                                           |  |  |                                        |                                        |                                                                     |                                                                     |                                         |                                         |
|                                                        |                                                        |                                                 |                                                 |                                                           |                                                           |  |  |                                        |                                        |                                                                     |                                                                     |                                         |                                         |
|                                                        |                                                        | Bogusław IV ur. w okr. 1254–1255 zm. 19 II 1309 | Bogusław IV ur. w okr. 1254–1255 zm. 19 II 1309 |                                                           |                                                           |  |  |                                        |                                        | Małgorzata rugijska ur. w okr. 1265–1271 zm. po 4 XII 1315, p. 1317 | Małgorzata rugijska ur. w okr. 1265–1271 zm. po 4 XII 1315, p. 1317 |                                         |                                         |
|                                                        |                                                        |                                                 |                                                 |                                                           |                                                           |  |  |                                        |                                        |                                                                     |                                                                     |                                         |                                         |
|                                                        |                                                        |                                                 |                                                 |                                                           |                                                           |  |  |                                        |                                        |                                                                     |                                                                     |                                         |                                         |
|                                                        |                                                        |                                                 |                                                 |                                                           |                                                           |  |  |                                        |                                        |                                                                     |                                                                     |                                         |                                         |

|  |  |  |  | Judyta (Juta) (ur. po 1289, zm. po 18 III 1336) |